# إدموند سوبكوفياك
إدموند سوبكوفياك (بالبولندية: Edmund Sobkowiak)‏ (25 يناير 1912 – 1989) هو ملاكم بولندي راحل، مثّل بلاده في الألعاب الأولمبية الصيفية 1936.

## روابط خارجية
إدموند سوبكوفياك على موقع اللجنة الأولمبية الدولية (الإنجليزية)
- إدموند سوبكوفياك على موقع أوليمبيديا (الإنجليزية)
- إدموند سوبكوفياك على موقع اللجنة الأولمبية البولندية (مؤرشف) (البولندية)